# فالمدريرا
فالمدريرا (بالإيطالية: Valmadrera)‏ هي كومونا تقع في إيطاليا في مقاطعة ليكو. يقدر عدد سكانها بـ 11,168 نسمة ومساحتها 12.6 كم2 وترتفع عن سطح البحر 234 متر.

## السكان
في سنة 1861 بلغ عدد السكان 3٬557 نسمة، وتطور العدد ليصل في سنة 2011 لـ 11٬612 نسمة.
يظهر هذا المخطط البياني تطور النمو السكاني لـ فالمدريرا